# Istorija Nigerije
Istorija Nigerije može se pratiti do praistorijskih doseljenika (Nigerijaca) koji su živeli na tom području već 1100. godine p. n. e.. Brojne drevne afričke civilizacije nastanile su se u regionu koji je danas Nigerija, poput Kraljevine Nri, Beninskog carstva and the Oyo Empire. i Ojo carstva. Islam je Nigeriju prispeo putem Borno carstva između (1068. godine) i države Hausa oko (1385) tokom 11. veka, dok je hrišćanstvo doseglo Nigeriju u 15. veku preko Avgustinskih i Kapučinskih monaha iz Portugalije. Carstvo Songaj takođe je okupiralo deo regiona. From the 15th century, European slave traders arrived in the region to purchase enslaved Africans as part of the Atlantic slave trade, which started in the region of modern-day Nigeria; the first Nigerian port used by European slave traders was Badagry, a coastal harbour. Local merchants provided them with slaves, escalating conflicts among the ethnic groups in the region and disrupting older trade patterns through the Trans-Saharan route.
Na Istoriju Nigerije presudno je uticala transatlantska trgovina robovima, koja je započeta u Nigeriji krajem 15. veka. U početku su Evropljani zarobljavali Nigerijce koji su živeli u primorskim zajednicama. Kasnije su koristili lokalne posrednike da im obezbede robove. Ova dinamika je eskalirala sukobe između različitih etničkih grupa u regionu i poremetila starije obrasce trgovine preko Transsaharske rute.
Britanske snage su napale Lagos 1851, a formalno je aneksiran 1865. Nigerija je postala Britanski protektorat 1901. Kolonizacija je trajala do 1960. godine, kada je pokret za nezavisnost prevladao, tako da je Nigerija stekla svoju nezavisnost. Nigerija je prvi put postala republika 1963. godine, ali je podlegla vojnoj vladavini tri godine kasnije, nakon krvavog državnog udara. Separatistički pokret kasnije je formirao Republiku Bijafru 1967. godine, što je dovelo do trogodišnjeg građanskog rata u Nigeriji. Nigerija je ponovo postala republika nakon što je napisan novi ustav 1979. godine. Međutim, republika je bila kratkotrajna, i vojska je ponovo preuzela vlast četiri godine kasnije. Planirano je da nova republika bude uspostavljena 1993. godine, ali je to onemogućio general Sani Abačaa. Abača je umro 1998. godine, a Četvrta republika je zatim uspostavljena naredne godine, čime su okončane tri decenije povremene vojne vladavine.

## Rana istorija
Arheološka istraživanja, čiji je začetnik Čarls Turstan Šo, pokazala su da su ljudi živeli u jugoistočnoj Nigeriji (tačnije Igbo Ukvu, Nsuka, Afikpo i Ugvuele) pre 100.000 godina. Iskopavanja u Ugvuelu, Afikpu i Nsuki pokazuju dokaze o dugim staništima već 6.000. p. n. e... Međutim, do 9. veka nove ere izgledalo je jasno da su se Igbosi naselili u Igbolandu. Šoove iskopine u Igbo-Ukvu u Nigeriji su otkrile autohtonu kulturu iz 9. veka koja je stvorila visoko sofisticirana dela obradom bronze, nezavisno od bilo kakvog arapskog ili evropskog uticaja, i vekovima pre drugih nalazišta koja su bila poznatija u vreme otkrića.
Najraniji poznati primer fosilnog ljudskog skeleta pronađenog bilo gde u Zapadnoj Africi, koji je star 13.000 godina, pronađen je na lokaciji Ivo-Eleru u Ajsarunu, u zapadnoj Nigeriji, i svedoči o antičkoj habitaciji u tom regionu.
Kanu Dufuna otkriven je 1987. nekoliko kilometara od sela Dufuna, nedaleko od reke Komadugu Gana, u državi Jobe, Nigerija. Radiougljenično datiranje uzorka drvenog uglja pronađenog u blizini lokacije datira kanu na pre 8500 do 8000 godina, povezujući lokaciju sa jezerom Mega Čad. To je najstariji brod koji je otkriven u Africi, a drugi najstariji u svetu.

## Literatura
- Abegunrin, Olayiwola. Nigerian Foreign Policy under Military Rule, 1966-1999 (2003) online Архивирано на веб-сајту  (24. новембар 2020)
- Burns, Alan C. History of Nigeria (3rd ed. London, 1942) online free.
- Dibua, Jeremiah I. Modernization and the crisis of development in Africa: the Nigerian experience (Routledge, 2017).
- Dike, K. Onwuka. Trade and Politics in the Niger Delta, 1830-1885: An Introduction to the Economic and Political History of Nigeria (1956) online Архивирано на веб-сајту  (27. новембар 2020)
- Ekundare, R. Olufemi. An Economic History of Nigeria, 1860-1960 (1973)
- Falola, Toyin, and Matthew M. Heaton. A History of Nigeria (2008) online Архивирано на веб-сајту  (26. новембар 2020)
- Falola, Toyin and Ann Genova. Historical Dictionary of Nigeria (Scarecrow Press, 2009)
- Falola, Toyin; and Adam Paddock.  Environment and Economics in Nigeria (2012).
- Forrest, Tom. Politics and Economic Development in Nigeria (1995) online Архивирано на веб-сајту  (9. новембар 2019)
- Hatch, John. Nigeria: A History (1971)
- Metz, Helen Chapin, ed. Nigeria: a country study (U.S. Library of Congress. Federal Research Division, 1992) online free, comprehensive historical and current coverage; not copyright.
- Omu, Fred I. Press and politics in Nigeria, 1880-1937 (1978)
- Rozario, S. I. Francis. Nigerian Christianity and the Society of African Missions (2012)
- Shillington,  Kevin . Encyclopedia of African History. (U of Michigan Press, 2005) p. 1401.
- Hodgkin, Thomas, ed. Nigerian Perspectives: An Historical Anthology (Oxford University Press, 1960) online Архивирано на веб-сајту  (27. новембар 2020)
- Atwood, R. (2011). The NOK of Nigeria. Archaeology July/August 2011, 34-38.
- Breunig, P., ур. (2014). Nok | African Sculpture in Archaeological Context. Frankfurt: Africa Magna Verlag. ISBN 9783937248462.  978-3-937248-46-2
- Breunig, P. & Rupp, N. (2006). Nichts als Kunst. Archäologische Forschungen zur früheisenzeitlichen Nok-Kultur in Zentral-Nigeria. Forschung Frankfurt 2-3, 73-76.
- Boullier, C.; A. Person; J.-F. Saliège & J. Polet (2001). Bilan chronologique de la culture Nok et nouvelle datations sur des sculptures. Afrique: Archéologie & Arts 2, 9-28.
- Fagg, A. (1972). A preliminary report on an occupation site in the Nok valley, Nigeria: Samun Dukiya, AF/70/1. West African Journal of Archaeology 2, 75-79.
- Fagg, B. (1959). The Nok Culture in prehistory. Journal of the Historical Society of Nigeria 1 (4), 288-293.
- Fagg, B. (1968). The Nok Culture: Excavations at Taruga. The West African Archaeological Newsletter 10, 27-30.
- Fagg, B. (1969). Recent work in West Africa: new light on the Nok Culture. World Archaeology 1 (1), 41-50.
- Fagg, B., (1990): Nok terracottas. Lagos: National Commission for Museums and Monuments.
- Jemkur, J. (1992). Aspects of the Nok Culture. Zaria.
- Rupp, N.; Ameje, J.; Breunig, P. (2005). New studies on the Nok Culture of Central Nigeria. Journal of African Archaeology 3, 2: 283-290.
- Rupp, N.; Breunig, P.; Kahlheber, S. (2008). Exploring the Nok enigma. Antiquity, Project gallery.
- Shaw, T., (1981). The Nok sculptures of Nigeria. Scientific American 244  (2):  154-166.
- Tylecote, R. (1975a). The origin of iron smelting in Africa. Westafrican Journal of Archaeology. 5, 1-9.
- Tylecote, R. (1975b). Iron smelting at Taruga, Nigeria. Journal of Historical Metallurgy 9 (2), 49-56.
- Olubunmi A.O. (2007) The Rise and Fall of The Yoruba Race, The 199 Publishing Palace  978-2457-38-8
- Olubunmi A.O. (2009) On Ijesa Racial Purity, The 199 Publishing Palace  978-2458-17-1
- Ayoade J.O. (1983) Introduction To Climatology For The Tropics, John Wiley & Sons ltd UK  0-471-10407-8
- Fagg, Bernard (1969). „Recent work in west Africa: New light on the Nok culture”. World Archaeology. 1 (1): 41—50.
- „The Nok Culture”. History Today. Приступљено 2022-02-04.
- Stuiver, Minze; Van Der Merwe, N. J. (1968). „Radiocarbon Chronology of the Iron Age in Sub-Saharan Africa”. Current Anthropology. University of Chicago Press. 9 (1). JSTOR 2740446.
- Breunig, Peter (2014). Nok: African Sculpture in Archaeological Context. Frankfurt am Main: Africa Magna.
- Breunig, Peter (2013). Nok: Ein Ursprung afrikanischer Skulptur. Frankfurt am Main: Africa Magna.
- Breunig, Peter; Kahlheber, Stefanie; Rupp, Nicole (јун 2008). „Exploring the Nok enigma”. Antiquity. 82 (316).

## Spoljašnje veze
- Le Roy, Alexandre (1911). „Upper and Lower Nigeria”.  Ур.: Herbermann, Charles. Catholic Encyclopedia. 11. New York: Robert Appleton Company.